# Госейнабад-е Садат
Госейнабад-е Садат (перс. حسين ابادسادات) — село в Ірані, у дегестані Салеган, у Центральному бахші, шагрестані Хомейн остану Марказі. За даними перепису 2006 року, його населення становило 40 осіб, що проживали у складі 11 сімей.

## Клімат
Середня річна температура становить 13,26 °C, середня максимальна – 32,20 °C, а середня мінімальна – -8,62 °C. Середня річна кількість опадів – 217 мм.
| Клімат поселення                              | Клімат поселення | Клімат поселення | Клімат поселення | Клімат поселення | Клімат поселення | Клімат поселення | Клімат поселення | Клімат поселення | Клімат поселення | Клімат поселення | Клімат поселення | Клімат поселення | Клімат поселення |
| Показник                                      | Січ.             | Лют.             | Бер.             | Квіт.            | Трав.            | Черв.            | Лип.             | Серп.            | Вер.             | Жовт.            | Лист.            | Груд.            |                  |
| Середній максимум, °C                         | 9,96             | 11,68            | 16,92            | 20,80            | 24,30            | 31,30            | 32,20            | 31,55            | 27,84            | 22,01            | 16,13            | 9,83             |                  |
| Середня температура, °C                       | 0,67             | 2,39             | 7,63             | 11,50            | 15,00            | 22,00            | 25,58            | 24,93            | 21,23            | 15,40            | 9,52             | 3,23             |                  |
| Середній мінімум, °C                          | −8,62            | −6,91            | −1,66            | 2,21             | 5,70             | 12,70            | 18,98            | 18,33            | 14,61            | 8,80             | 2,90             | −3,38            |                  |
| Норма опадів, мм                              | 37               | 34               | 39               | 25               | 16               | 2                | 2                | 1                | 1                | 7                | 22               | 31               |                  |
| Середньомісячна швидкість вітру, м/с          | 1.71             | 2.02             | 3.13             | 2.99             | 2.76             | 2.50             | 2.57             | 2.38             | 2.25             | 2.26             | 1.83             | 2.00             |                  |
| Середньомісячна сонячна радіація, кДж/м²·день | 9642             | 12938            | 15400            | 18725            | 22608            | 26692            | 25662            | 24339            | 21424            | 16052            | 11337            | 9193             |                  |
| --------------------------------------------- | ---------------- | ---------------- | ---------------- | ---------------- | ---------------- | ---------------- | ---------------- | ---------------- | ---------------- | ---------------- | ---------------- | ---------------- | ---------------- |
| Джерело:                                      |                  |                  |                  |                  |                  |                  |                  |                  |                  |                  |                  |                  |                  |